# Pandakomplekset
|  | Denne artikel er oprettet af botten Steenthbot ud fra en ekstern database. Den kan derfor have sproglige fejl eller mangler. Denne skabelon kan fjernes efter kontrol af indholdet. |

Pandakomplekset er en dansk kortfilm fra 2020 instrueret af Stefan Pellegrini.

## Handling
Under en lockdown, er den prisvindende dansk-iranske skuespiller (og playboy) Ali Sivandi, tvunget til at bruge tid med den kedelige og selvmordstruede ”nobody” Sofia. Udenfor truer et absurd terrorangreb ikke kun verden, men også danskhedens vugge, selveste H.C. Andersen. Ali og Sofia har intet tilfælles – det tror de hvert fald ikke. Ingen af dem er accepteret eller forstået af samfundet, og de er begge tvunget ind i kulturelle bokse. Som araber kan Ali ikke få roller som førsteelsker, og Sofia er en fiasko i alle livets aspekter. Imens nationalismen og eksplosionerne i nyhederne tager til, og mens verdensleder slås om de dansk-kinesiske pandaer, bliver de to fremmede langsomt venner.

## Medvirkende
- Emma Silja Sångren, Sofia
- Ali Sivandi, Ali
- Julie Ugleholdt Nimgaard, Stefanie
- Stefan Pellegrini, Stefan